# شيزيري-فورين (أين)
شيزيري-فورين (بالفرنسية: Chézery-Forens)‏ هي بلدية فرنسية تقع في إقليم الأين في فرنسا. رمز إنسي لها هو:1104. أما الرمز البريدي لها فهو: 1410.